# Stanko Svitlica
Stanko Svitlica (ur. 17 maja 1976 w Kupresie) – serbski piłkarz występujący na pozycji napastnika.

## Kariera piłkarska
Stanko zaczynał karierę w serbskich klubach: FK Bačka Palanka i FK Vojvodina Nowy Sad (Nowy Sad). W 1994 roku przeszedł do Partizana Belgrad, z którym w sezonie 1995/1996 zdobył Mistrzostwo kraju. W sumie w barwach Partizana zagrał jeden raz i ani razu nie zdobył gola. Następnie na wiosnę sezonu 1996/1997 reprezentował barwy FK Čukarički (Belgrad), dla którego w 14 meczach zdobył 4 bramki. W tym klubie spotkał Dragomira Okukę, swojego późniejszego trenera w Legii Warszawa. Jesień sezonu 1997/1998 spędził we francuskim Le Mans UC72, w którego barwach wystąpił 8 razy, ale nie zdobył ani jednej bramki, dlatego klub zrezygnował z jego usług i Svitlica musiał znaleźć sobie nowego pracodawcę. Wybór padł na serbski Proleter Zrenjanin, w którego barwach Stanko rozegrał 9 meczów i zdobył 1 bramkę. Sezon 1998/1999 rozpoczął z klubem FK Spartak (Subotica), dla którego zdobył 1 bramkę w 16 meczach. Sezon 1999/2000 to występy dla greckiego Ethnikos Asteras (Ateny), w którego barwach Stanko rozegrał, aż 21 meczów, ale zdobył zaledwie 1 bramkę. Dlatego też kolejny sezon oznaczał kolejną zmianę klubu. W barwach FK Čukarički, w końcu Stanko pokazał, że ma talent do strzelania bramek. W 28 meczach zdobył 13 bramek i dzięki temu trafił do warszawskiej Legii. To właśnie z Legią, Stanko świętował największe sukcesy w swojej dotychczasowej karierze. Razem z warszawskim zespołem zdobył Mistrzostwo Polski i Puchar Ligi w 2002 roku, a w 2003 roku zapisał się na stałe w historii polskiej piłki, stając się pierwszym obcokrajowcem, który zdobył tytuł Króla Strzelców. Łącznie w barwach Legii zdobył w 60 ligowych meczach 40 bramek. Na wiosnę sezonu 2003/2004, odszedł do niemieckiego Hannoveru 96, w którego barwach rozegrał zaledwie 3 mecze i zdobył 1 bramkę (w meczu przeciwko Bayernowi Monachium). Od sezonu 2004/2005 do sezonu 2005/2006 Stanko reprezentował barwy LR Ahlen, w którego barwach dotychczas rozegrał 38 ligowych meczów i zdobył 11 bramek. 12 października 2006 Svitlica wrócił do Polski, do zespołu Wisły Kraków. Zagrał tam jesienią w dwóch spotkaniach, wiosną leczył kontuzję. Po sezonie Wisła rozstała się z zawodnikiem.